# 都市計画区域外
都市計画区域外（としけいかくくいきがい）は、日本において都市計画区域に当てはまらない区域。

## 特徴
都市計画区域外は都市計画区域に当てはまらないが、住宅を建築して住むことができる。都市計画区域外に建物を建築する時は、建築確認申請が不要な場合があり、それがメリットとされる。具体的には、4号建築物などがこれに当てはまる。また、都市計画区域外の土地は用途地域や建ぺい率が定められておらず、
接道義務もない。山間部なども都市計画区域外に当てはまる。
都市計画区域外の中で、相当数の建築物の造成が行われている地域は、準都市計画区域に指定されることがある。高速道路のインターチェンジの周辺や、幹線道路の沿道は都市計画区域外であるにもかかわらず、都市的な土地利用が拡大し、用途の異なる建築物の無秩序な混在を招いていた。
国土の約76%が都市計画区域外にあたる。

## 地域
香川県三豊市の高瀬町・三野町地区は都市計画区域外であったが、2021年5月31日に都市計画区域に指定された。

### 都市計画区域外の行政区域
以下の行政区域は全域が都市計画区域外である。
- 瀬戸内市[7]
- 北杜市[8]
- 長瀞町[9]
- 神河町[10]
- 西伊豆町[11]
- 中能登町[12]